# Las llaves del Reino
Las llaves del reino (título original en inglés The Keys of the Kingdom) es un libro de A. J. Cronin publicado originalmente en 1941 y que narra la vida, a lo largo de sesenta años, del padre Francis Chisholm, un religioso escocés poco convencional, desde su infancia hasta su senectud, especialmente su actividad misionera en China. Fue adaptada al cine en 1944 con el mismo título, dirigida por John M. Stahl y protagonizada por Gregory Peck.